# Rodrigo Rey Henche
Rodrigo Rey Henche (Lebrija, 31 de julio de 1997) es un ciclista español miembro del equipo Trek-Segafredo.

## Trayectoria
Como amateur ganó el Trofeo Guerrita, el Gran Premio Mungia-Memorial Agustin Sagasti y la Vuelta al Bidasoa.
En agosto de 2019 pasó al Trek-Segafredo como stagiaire y posteriormente firmó por dos años con el mismo equipo.

## Palmarés
2019
- 1 etapa del Giro del Valle de Aosta

## Resultados en Grandes Vueltas
| Carrera | Carrera         | 2018 | 2019 | 2020 | 2021 |
| ------- | --------------- | ---- | ---- | ---- | ---- |
|         | Giro de Italia  | —    | —    | —    | —    |
|         | Tour de Francia | —    | —    | —    | —    |
|         | Vuelta a España | —    | —    | 42.º | 13.º |

—: no participa
Ab.: abandono